# Paratritania alternans
Paratritania alternans är en skalbaggsart som först beskrevs av Aurivillius 1920.  Paratritania alternans ingår i släktet Paratritania och familjen långhorningar. Inga underarter finns listade i Catalogue of Life.